# Référendums en Slovénie
Les référendums d'initiative populaire abrogatifs à l'encontre d'une loi sont possibles en Slovénie via les articles 90-1, 97 et 99 de la constitution slovène qui organise le cadre légal de cette forme de démocratie directe. Ces types de référendum ne sont cependant possibles que sous la forme de référendum facultatif, empêchant la mise en application d'une loi votée par le parlement, sans permettre pour autant aux citoyens de proposer une loi, le parlement conservant cette prérogative.

## Conditions
La réunion d'un minimum de 2 500 signatures est requise pour lancer le processus contre un projet de loi approuvé par l'Assemblée nationale. Les organisateurs doivent alors récolter au moins 40 000 signatures dans un délai d'un mois à partir de leur demande - soit en 2017 environ 2,3 % du total des électeurs inscrits sur les listes électorales. S'ils y parviennent, le gouvernement slovène a alors l'obligation d’organiser le référendum, dont le résultat est légalement contraignant. Néanmoins, pour être valable, un résultat négatif doit cumuler deux conditions : le total de voix pour le « Non » doit obtenir la majorité absolue des suffrages exprimés, et atteindre le quorum de 20 % du total des électeurs inscrits sur les listes électorales.